# Griffes de velours
Griffes de velours — Cat of Many Tails dans l'édition originale en anglais — est un roman policier américain de Ellery Queen publié en 1949. C'est le 19e roman de la série du détective Ellery Queen.

## Résumé
Manhattan tout entier est sur les dents depuis qu'un tueur fou assassine des victimes au hasard. On reconnaît ce meurtrier à sa signature : il étouffe les hommes avec une cordelette de soie bleue ; les femmes, avec une cordelette rose. Et il tue dans tous les quartiers, sans distinction de classe, de race ou d'origine ethnique.  Ellery Queen tente néanmoins de trouver un lien entre les neuf personnes assassinées jusqu'à maintenant et, à cet effet, contacte certains de leurs proches et de leurs collègues de travail. À la lumière de son enquête, il croit avoir deviné la dixième victime et l'entoure d'un piège qu'il espère voir se refermer sur le meurtrier.

## Particularités du roman
La narration de ce roman a recours à des extraits de journaux (fictifs) pour donner, après chaque meurtre, le pouls de la ville terrorisée.
Il s'agit moins ici d'un whodunit, genre dont relève habituellement la série Ellery Queen, que d'un thriller, doublé d'une chasse à l'homme.

## Éditions
Éditions originales en anglais
- (en) Ellery Queen, Cat of Many Tails, New York, Little, Brown and Company, 1949 — Édition américaine
- (en) Ellery Queen, Cat of Many Tails, Londres, Gollancz, 1949 — Édition britannique

Éditions françaises
- (fr) Ellery Queen (auteur) et Henri Thiès (traducteur), Griffes de velours [« Cat of Many Tails »], Paris, Presses de la Cité, coll. « Un mystère no 15 », 1950, 226 p. (BNF 32549976)
- (fr) Ellery Queen (auteur) et Henri Thiès (traducteur) (trad. de l'anglais), Griffes de velours [« Cat of Many Tails »], Paris, J'ai lu, coll. « J'ai lu no 1675 », 1984, 252 p. (ISBN 2-277-21675-5, BNF 34757739)
- (fr) Ellery Queen (auteur) et Henri Thiès (traducteur), Griffes de velours [« Cat of Many Tails »], « in » Quinze enquêtes, Paris, Éditions Omnibus, 1993, 1155 p. (ISBN 2-258-03738-7, BNF 35596587) Ce volume omnibus, préfacé par François Rivière, propose une traduction revue et complétée de Griffes de velours. Il réunit en outre les romans suivants : Deux Morts dans un cercueil, Le Mystère des trois croix, Les Aventures d'Ellery Queen, Le Quatre de cœur, Griffes de velours, Lettres sans réponse, Sherlock Holmes contre Jack l'Éventreur, Face à face